# John Carpenter (thí sinh gameshow)
John Carpenter (sinh ngày 27 tháng 7 năm 2010) là một thí sinh của Who Wants to Be a Millionaire? phiên bản Hoa Kỳ. Ông được biết đến nhiều nhất khi trở thành người chiến thắng giải thưởng cao nhất (1 triệu USD) trong phiên bản Hoa Kỳ của trò chơi này vào năm 1999. Ông giữ kỷ lục giành chiến thắng lớn nhất trong lịch sử trò chơi của Hoa Kỳ cho đến năm 2000. Lúc đó, Rahim Oberholtzer đã giành được 1,12 triệu USD trong Twenty One - một gameshow khác của Mỹ. Carpenter cũng là người chiến thắng giải thưởng cao nhất trong số tất cả các phiên bản quốc tế của series Who Wants to Be a Millionaire? cho năm 2001 (khi đó Kevin Olmstead giành được 2,18 triệu USD do luật Jackpot khi đó)
Carpenter đã tiến tới câu hỏi số 15 mà không cần sử dụng bất kỳ quyền trợ giúp nào. Sau đó, ông sử dụng quyền "Gọi điện thoại cho người thân" để gọi cho bố nhưng không phải để được giúp đỡ, mà là nói với ông bố rằng ông sẽ có 1 triệu USD. Carpenter trả lời câu hỏi chính xác và trở thành triệu phú đầu tiên của chương trình. Chiến thắng của ông đã mang lại cho ông sự công nhận quốc gia và dẫn đến nhiều lần xuất hiện trong các phiên bản Who Wants to Be a Millionaire? khác. Cho đến nay,  ông vẫn giữ kỷ lục là người duy nhất vượt qua 15 câu hỏi mà không thật sự sử dụng bất kỳ sự trợ giúp nào (Không tính sự trợ giúp ở câu số 15, vì chỉ nhằm mục đích gọi để thông báo cho người thân vì mình đã thắng cuộc).

## Thân thế và gia đình
Carpenter đến từ Northampton, Massachusetts. Cha của ông, Tom, là một nhà phân tích chương trình máy tính cho Bộ Cựu chiến binh Mỹ, trong khi mẹ của ông, Gail, từng là trợ lý hành chính cho Audubon Massachusetts. Năm 1986, ông theo học tại Đại học Rutgers và tốt nghiệp năm 1990 với bằng kinh tế học. Vào tháng 1 năm 1991, ông gia nhập Sở Thuế vụ Mỹ sau khi hoàn tất các kỳ thi và kiểm tra của chính phủ. Vào tháng 11 năm 1996, Carpenter gặp một cô gái - sau này cũng là người vợ của ông, Deborah, người đang theo học bằng thạc sĩ tại Đại học bang miền Nam Connecticut và làm quản lý chi nhánh ngân hàng Fleet ở New Haven. Hai người kết hôn vào tháng 8 năm 1998. Vào thời điểm xuất hiện trên Who Wants to Be a Millionaire?, Carpenter 31 tuổi. Khi ông tiết lộ nghề nghiệp của mình với tư cách là một nhân viên của IRS trên Who Wants to Be a Millionaire?, ông đã làm cho khán giả ngạc nhiên.

## Phần chơi tạiWho Wants to Be a Millionaire?
| Câu số 15/15 ($1.000.000) - Sử dụng quyền "Gọi điện thoại cho người thân"    |                    |
| Which of these U.S. Presidents appeared on the television series "Laugh-In"? |                    |
| • A: Lyndon Johnson                                                          | • B: Richard Nixon |
| • C: Jimmy Carter                                                            | • D: Gerald Ford   |
| Gọi điện thoại cho: Tom Carpenter                                            |                    |

Carpenter ban đầu không quan tâm đến Who Wants to be a Millionaire? nhưng cuối cùng đã điều chỉnh trong một đêm sau bữa ăn tối cùng bạn bè ở nhà ông. Khi ông nhận thấy nhiều người chơi không vượt qua 15 câu hỏi, ông quyết định gọi vào đường dây nóng của chương trình để có cơ hội trở thành một thí sinh. Carpenter đã trả lời tất cả các câu hỏi của đường dây nóng một cách chính xác và được chương trình gọi lên trong vòng hai ngày.
Regis Philbin mô tả Carpenter "bay qua 14 câu hỏi đầu tiên" và không cần sử dụng bất kỳ quyền trợ giúp nào. Câu hỏi số 15 ($1.000.000) là "Tổng thống Hoa Kỳ nào xuất hiện trên loạt phim truyền hình" Laugh-In "?, với các lựa chọn là A) Lyndon Johnson, B) Richard Nixon, C) Jimmy Carter và D) Gerald Ford. Carpenter đã sử dụng đường dây điện thoại của mình để gọi cha mình không phải để được giúp đỡ, mà là thông báo cho ông biết rằng mình biết câu trả lời. Carpenter sau đó giải thích, "Tôi nghĩ tôi sẽ trông rất tự mãn nếu tôi không sử dụng bất kỳ quyền trợ giúp nào, vì vậy tôi vờ dùng nó."
Với chiến thắng của mình, Carpenter trở thành thí sinh đầu tiên trong Who Wants to Be a Millionaire vượt qua câu 15. Ông nói rằng câu hỏi duy nhất khiến ông bối rối là câu hỏi về vị trí của cuộc đấu súng tại O.K. Corral. Carpenter cuối cùng cũng nhớ rằng bộ phim Tombstone bao gồm cuộc đấu súng, và ông trả lời đúng với câu trả lời 'Tombstone, Arizona'. Trong khi tham gia một kỳ nghỉ sau khi chiến thắng, Carpenter cân nhắc việc bỏ công việc của mình với IRS, nhưng cuối cùng quyết định chống lại nó. Ông giải thích với Tài chính cá nhân của Kiplinger rằng: Sau thuế, nó không thay đổi loại tiền của bạn nếu bạn muốn ăn hàng ngày. Tiền không thay đổi cuộc sống của bạn. Điều gì xảy ra sau đó có thể.

## Các cuộc thi khác
Năm 2000, Carpenter xuất hiện trong chương trình Who Wants to be a Millionaire Champions Edition, trong đó các thí sinh trước đó đã giành được 250 nghìn - 1 triệu USD sẽ được tham gia một lần nữa, với một nửa số tiền giành được của họ từ Champions Edition sẽ được dùng để làm từ thiện. Carpenter giành được 250.000 USD, đưa tổng số tiền đã giành được trong cuộc thi Millionaire nói chung lên 1.250.000 USD. Năm 2004, Carpenter tham gia Super Millionaire, là một trong "Ba vị vĩ nhân" trong số phát sóng mà Robert "Bob-O" Essig giành được 1 triệu USD.
Sau đó, ông tham gia gameshow 1 vs. 100 của đài NBC vào ngày 27 tháng 10 năm 2006. Carpenter cùng gia đình xuất hiện vào ngày 16 tháng 8 năm 2009 của Who Wants to Be a Millionaire? trong khoảng thời gian đầu tập để kỷ niệm 10 năm phát sóng chương trình với tư cách là khán giả. Ngoài ra, ông cũng là một trong ba nhà chuyên môn trong quyền trợ giúp "Hỏi nhà chuyên môn" của Who Wants to Be a Millionaire? mùa thứ tám.